# Duch

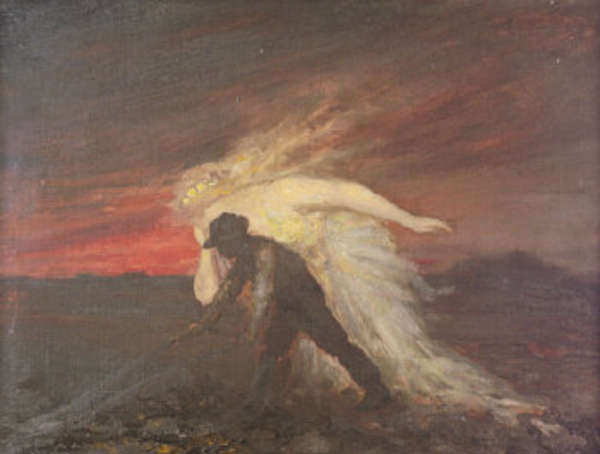
Duch na malbě George Williama Russella.

Duch (od dýchati, dech; podobně jako řec. pneuma od pneó, dýchat, vanout a lat. spiritus od spirare, dýchat) je náboženský pojem, který označuje oživující princip (duše) jako nehmotná podstata člověka. V přírodních náboženstvích se oživující princip chápe jako podíl člověka na něčem, co ho přesahuje. Ve smrti opouští duše mrtvé tělo a může se případně zjevovat pozůstalým ve snu jako duch. Lze ho žádat o pomoc a o radu, může chránit dům a majetek.[zdroj⁠?!] Pokud ale nebyl zemřelý řádně pohřben, může se jeho duch vracet a pozůstalé sužovat.[zdroj⁠?!] Duchové bývají spojeni s přírodními jevy a mohou na sebe brát lidskou podobu, ale v tomto případě mají obvykle nějaké neobvyklé rysy, od člověka je odlišující. Dále se věří, že mohou vstoupit do těla živé bytosti a tak způsobit nemoc či posedlost. Příkladem označení ducha jsou slovanští běsové, řečtí daimóni, japonští kami nebo arabští džinové.[zdroj⁠?!]
Moderní formou víry v duchy, ve které se soustředí na možnost navázání kontaktu s duchy zemřelých, je spiritismus. Rozlišují se převážně duchové předků a duchové mrtvých, kteří většinou pocházejí od lidí, kteří nebyli pohřbeni v souladu s předpisy nebo kteří zemřeli násilím; a na druhé straně přírodní duchy, kteří jsou v přírodě prezentováni nezávisle na lidech.
Andělé jsou okřídlené duchovní bytosti v lidské podobě v monoteistických světových náboženstvích. Démoni jsou zlověstné duchovní bytosti v mnoha kulturách.

## Filosofie
Duch se zpravidla vyskytuje v různých protikladech (opozicích), které význam zpřesňují. Na rozdíl od hmotného, jednotlivého a pomíjivého těla znamená duch tu druhou, trvalou a neproměnnou stránku člověka, jeho rozum, který má tělu vládnout. Duch znamená schopnost poznávat, rozlišovat a jednat s ohledem na vzdálenější budoucnost. Na rozdíl od neproniknutelné a těžké hmoty, jež tvoří vždy jedinečná a oddělená jsoucna, znamená duch společný smysl či význam a projevuje se zejména v zacházení s nehmotnými, zejména matematickými a logickými předměty. Vyznačuje se průhledností, přesností a zálibou v poznání. Alchymisté hledali „ducha“ v různých látkách, například destilací; odtud pochází spojení spiritus vini, doslova „duch vína“ tj. alkohol.